# Perrey Reeves
Perrey Reeves (New York, 30 november 1970) is een Amerikaans actrice. Zij werd zowel in 2007, 2008 als 2009 genomineerd voor een Screen Actors Guild Award samen met alle acteurs van Entourage, waarin ze van 2004 tot en met 2011 Mrs. Ari speelde. Ze debuteerde in 1991 op het witte doek als Kristen De Silva in Child's Play 3.
Reeves speelde in Entourage de opzettelijk nooit bij haar voornaam genoemde echtgenote van Ari Gold, gespeeld door Jeremy Piven. Nog voor de serie van start ging speelde ze al eens met hem samen in de filmkomedie Old School. Naast film- en vaste personages speelde Reeves eenmalige gastrollen in meer dan tien verschillende televisieseries, waaronder The X-Files, Murder, She Wrote, Sliders, CSI: Crime Scene Investigation, Medium, Grey's Anatomy en Ghost Whisperer

## Filmografie
*Exclusief 5+ televisiefilms
- Plus One (2019)
- Hollow Body (2018)
- The Jurassic Games (2018)
- Entourage (2015)
- Fugly! (2014)
- Innocence (2014)
- An American Affair (2009)
- Vicious Circle (2008)
- American Dreamz (2006)
- Undiscovered (2005)
- Mr. & Mrs. Smith (2005)
- Old School (2003)
- The Suburbans (1999)
- Smoke Signals (1998)
- Kicking and Screaming (1995)
- Child's Play 3 (1991)
- Plymouth (1991)

## Televisieseries
*Exclusief eenmalige gastrollen
- Famous in Love - Nina Devon (2017-2018, twintig afleveringen)
- Covert Affairs - Caitlyn Cook (2014, zes afleveringen)
- Perception - Miranda Stiles (2013-2014, drie afleveringen)
- Entourage - Mrs. Ari (2004-2011, 75 afleveringen)
- The Lyon's Den - Daphne (2003, negen afleveringen
- X-Files - Kirsten Kilar (seizoen 2, aflevering 7) "3"
- Homefront - Perrette Davis (1992, drie afleveringen)
- 21 Jump Street - Tracy Hill (1990, twee afleveringen)

## Privé
Reeves trouwde in 2015 met Aaron Fox. Samen met hem kreeg ze in oktober 2017 haar eerste kind, een dochter.
- Bibliothèque nationale de France: cb14219566r (data)
- International Standard Name Identifier: 0000 0000 5257 5958
- Library of Congress Control Number: no2002011455
- Système universitaire de documentation: 231647301
- Virtual International Authority File: 19340322
- WorldCat: E39PBJfX7BW8jqK9cgFfDTDDv3